# قطرس قصير الذيل
قطرس قصير الذيل (الاسم العلمي: Phoebastria albatrus) هو نوع من فصيلة قطرس.